# کاچکار داغی
کاچکار داغی (ترکی استانبولی: Kaçkar Dağı) با ارتفاع ۳٬۹۳۷ متر مرتفع‌ترین قله رشته‌کوه کاچکار است.